# Redes de expertos
La expresión red de expertos fue acuñada por Mark O´Connor [1], de Yankee Group, en presentaciones sobre su informe de Estrategias de Gestión de agosto de 2007, Knowledge Management: People and the Process, [2] en la que empleó como ejemplo comercial de servicios relacionados con Teltech Resource Network (ahora parte de ORC International, de Infogroup).
La primera vez que esta expresión apareció publicada en este contexto fue en abril de 1999, en el white paper A Knowledge Perspective: The Knowledge Management Product and Service Domain[3]. En la publicación de diciembre de 1999, “Knowledge Evolution: Tools of the Trade”, [4] se aconsejaba a los clientes utilizar las Redes de Expertos para “entender quiénes son los expertos en toda la organización (incluida la organización ampliada), y a usar más adecuadamente ese conocimiento experto dentro de un abanico más amplio de contextos de negocio para una mejor toma de decisiones”.
Hoy en día la expresión se usa con más frecuencia para hacer referencia a aquellas empresas que ofrecen servicios comerciales de redes de expertos, o bien redes de profesionales a los que se contrata para llevar a cabo una investigación o para ejercer como sujetos de dicha investigación. Cualquier profesional, desde médicos hasta académicos o expertos en distintas áreas de conocimiento, puede desempeñar la labor de proveedor de información o investigador dentro de las redes comerciales de expertos. Entre sus clientes podemos encontrar desde inversores hasta despachos de abogados, fabricantes o proveedores de servicios.
Tras el desarrollo de la Normativa de Divulgación Equitativa (Regulation Fair Disclosure) del año 2000, que dificultó a los inversores institucionales la obtención de información con influencia en el mercado directamente de empresas que cotizan en bolsa, las empresas de servicios financieros recurrieron cada vez más a las redes comerciales de expertos. Los fondos de cobertura fueron los primeros que las adoptaron, aunque el uso de las redes de expertos está actualmente extendido entre todo tipo de inversores institucionales, entre ellos asesores de fondos mutuos, fondos de pensiones, bancos y private equities. En octubre de 2009, las acusaciones de algunas personas asociadas al fondo de cobertura Galleon Management empezaron a exponer el uso ilegal de las redes de expertos como fuentes de información interna. Su uso para fines ilícitos es censurado actualmente por organismos reguladores en virtud del cumplimiento de la ley.
Las redes de expertos como negocio
A lo largo de los últimos 10 años, ha surgido una gran industria que facilita las conexiones “fuera de red”, o conexiones con profesionales con los que la persona u organización que lleva a cabo una investigación no tiene contacto previo. El colectivo inversor es el mayor consumidor de servicios de redes de expertos: se estima que 38 empresas dedicadas a las redes de expertos generaron unos ingresos de 364 millones de dólares en 2009, según un informe realizado por Integrity Research sobre este sector. [5]
Modelos de redes de expertos
Existen muchos matices entre los distintos tipos de servicios y expertos que ofrece cada modelo, aunque son dos los que dominan el sector, además de un tercero que se centra en la contratación a medida:
Redes de expertos por suscripción
La gran mayoría de los proveedores de servicios de redes de expertos operan mediante un modelo de negocio basado en suscripciones. Estas redes cobran a los investigadores tarifas planas a cambio del acceso a un banco de proveedores de información, y la red remunera a dichos proveedores según sus tarifas por hora en función del uso del suscriptor. De este modo, la red se queda con la diferencia entre las tarifas de suscripción percibidas y los pagos por hora emitidos.
Redes de expertos transaccionales
Una creciente minoría de proveedores de servicios de redes de expertos ha adoptado el modelo transaccional que utiliza más habitualmente el colectivo de externalización de servicios tecnológicos. Estas redes pagan a los proveedores de información sus tarifas por hora, emiten esta factura a los investigadores por una tarifa mayor y se quedan con la diferencia.
Redes de expertos basadas en la contratación a medida
Este tipo de redes de expertos no cobran una tarifa de suscripción y, en lugar de buscar expertos para incluirlos en una base de datos, utilizan la contratación a medida para cada proyecto de investigación. Los clientes envían peticiones de investigación confidenciales y la red de expertos busca aquellos expertos/profesionales específicamente dedicados a esa área de conocimiento y presentan una lista con los profesionales sometidos a estudio pasados entre uno y cinco días desde que la petición del cliente. Esto asegura que los expertos se seleccionan en función de una información lo más relevante posible, por lo que garantizan una correspondencia más precisa entre el cliente y el área específica de interés.
Cumplimiento legal
Uno de los mayores retos a los que se enfrentan los operadores de redes de expertos es el cumplimiento legal en lo que respecta a la información que pasa del proveedor de la misma al investigador. [7] Algunas redes de expertos han sido noticia debido a revelaciones indebidas de información y alegaciones de abuso de información confidencial. [8][9][10] Las redes han empleado distintas piezas en el puzle del marco legal: algunas han gastado millones para permitir que los empleados de las empresas que cotizan en bolsa puedan ofrecer consultas y otras no permiten a los empleados de estas empresas formar parte de la red de expertos.
1^ http://www.markfoconnor.com (enlace roto disponible en Internet Archive; véase el historial, la primera versión y la última).
2^ http://www.yankeegroup.com
3^ http://www.yankeegroup.com
4^ http://www.yankeegroup.com
5^ http://secure.integrity-research.com/imageweb/executivesummary-expertnetworks.pdf Archivado el 6 de marzo de 2009 en Wayback Machine.
6^ http://www.integrity-research.com/cms/2009/11/16/2009-expert-network-trends/
7^ "Business Week - Have Experts, Will Hire Out". businessweek.com. Retrieved 2008-03-03.
8^ http://www.bloomberg.com/news/2010-11-25/primary-global-gated-network-may-have-included-insiders-fbi-agent-says.html
9^ Anderson, Jenny (2007-01-17). "Wall Street ‘Matchmakers’ Under a New York Inquiry". nytimes.com. Retrieved 2008-03-03.
^ Timmerman, Luke; Heath, David (2005-08-07). "Drug researchers leak secrets to Wall St.". seattletimes.com. Retrieved 2008-03-03.
- Datos: Q5421220